# 오버클래스
오버클래스(영어: Overclass)는 대한민국의 힙합 크루다. 2007년 8월 버벌 진트, 웜맨, 로보토미, 비솝, 케이준, 노도 등이 함께 결성하였다. 크루명은 버벌 진트의 데뷔 EP "Modern Rhymes" 수록곡에서 따왔다.

## 역사
오버클래스는 2007년 8월 웜맨+로보토미(WARMMAN+LOBOTOMY)의 앨범에 참여한 뮤지션들을 중심으로 형성된 힙합 크루다. 곧이어 2007년 11월, Overclass 2007를 통해 참여하였다. 2008년에는 Rimi와 San, Gehrith Isle, Swings를 영입하였다. 곧이어 2008년 3월, 첫 컴필레이션을 발매한후, 2008년 7월, 버벌진트 2집 수록곡에서 각 멤버가 참여하였다. 2009년 1월 20일, Verbal Jint의 앨범에도 Swings가 참여하였다. 2009년 3월 2일 Collage 2 발매후, 2009년 11월, VON, Giant, JA, Pento, Gehrith Isle, Steady B, Beenzino가 Overclass에서 나오게 되었다. 2010년 5월 Collage 3 발표후, 2011년 2월, 크루가 해체되었다. 해체후 각자의 길을 갔다. 2017년 2월, Overclass의 멤버는 다시 영입되어 7년만에 Collage 4를 발매하였다. 2018년 즈음 Rimi가 은퇴하고 싶으면서 탈퇴하였다. Overclass는 사실상 해체된것으로 추측되고 있다.

## 소속 멤버

### 현재 소속
- 김수준
- 노도(NODO)
- 남수림
- 델리 보이(Delly Boi)
- 로보토미(Lobotomy)
- 버벌 진트(VerbalJint)
- 비솝(b-soap)
- 산이(San-E)
- 스윙스(Swings)
- 웜맨(Warmman)
- 제피(XEPY)
- 조현아
- 케이준(Kjun)
- 크라이베이비(CRYBABY)
- 크루시픽스 크릭(Krucifix Kricc)

### 과거 소속
- 우주선 - Giant, 기본 aka Von
- JNPB - aka J.Clacci & PB - JA aka J.Clacci, Pento aka PB
- 스테디 비(Steady B)

## 디스코그래피
컴필레이션 앨범을 꼴라주(Collage)라 일컫는다. 총 4장이 발매되었다.
- 2008.03.03 Overclass Presents Collage 1 Mixtape
- 2009.02.19 Overclass Collage 2
- 2010.05.14 Overclass Collage 3[3]
- 2017.06.06 Overclass Collage 4

## 공연
- 2008.03.01 Conference 1
- 2008.07.15 Conference 2
- 2009.02.05 Conference 3
- 2009.07.25 Conference 4 with band
- 2010.01.18 Conference 5
- 2010.06.05 Convention: Collage 3